# ... voor Dummies
... voor Dummies  is een televisieprogramma waarin VTM, in de eerste twee seizoenen, de hoogtepunten uit de jaren 90 en 2000 uit de Vlaamse archieven behandeld. In het derde seizoen staan verschillende onderwerpen per aflevering in de spotlights.  
In het eerste seizoen stond de serie bekend onder de naam De jaren 90 voor Dummies, in het tweede seizoen werd dit De jaren 2000 voor Dummies.

## Concept
In seizoen 1, 2 en 4 staat iedere aflevering een apart jaartal centraal. Elke aflevering heeft dan ook een eigen titel, zoals bijvoorbeeld: Het Jaar 1995 voor Dummies. Daarin wordt teruggeblikt op de hoogtepunten van dat jaar. Het derde seizoen gaan de afleveringen over verschillende onderwerpen. Het programma wordt gepresenteerd door de verteller Johan Terryn.

## Afleveringen

### 2011: De jaren 90 voor Dummies
| Afl. | Code  | Titel                      | Uitzenddatum      |
| ---- | ----- | -------------------------- | ----------------- |
| 1    | 01x01 | Het jaar 1991 voor Dummies | 24 september 2011 |
| 2    | 01x02 | Het jaar 1992 voor Dummies | 1 oktober 2011    |
| 3    | 01x03 | Het jaar 1993 voor Dummies | 8 oktober 2011    |
| 4    | 01x04 | Het jaar 1994 voor Dummies | 15 oktober 2011   |
| 5    | 01x05 | Het jaar 1995 voor Dummies | 22 oktober 2011   |
| 6    | 01x06 | Het jaar 1996 voor Dummies | 29 oktober 2011   |
| 7    | 01x07 | Het jaar 1997 voor Dummies | 5 november 2011   |
| 8    | 01x08 | Het jaar 1998 voor Dummies | 12 november 2011  |
| 9    | 01x09 | Het jaar 1999 voor Dummies | 19 november 2011  |
| 10   | 01x10 | Het jaar 2000 voor Dummies | 26 november 2011  |

### 2012: De jaren 2000 voor Dummies
| Afl. | Code  | Titel                      | Uitzenddatum     |
| ---- | ----- | -------------------------- | ---------------- |
| 11   | 02x01 | Het jaar 2010 voor Dummies | 13 oktober 2012  |
| 12   | 02x02 | Het jaar 2009 voor Dummies | 20 oktober 2012  |
| 13   | 02x03 | Het jaar 2008 voor Dummies | 27 oktober 2012  |
| 14   | 02x04 | Het jaar 2007 voor Dummies | 3 november 2012  |
| 15   | 02x05 | Het jaar 2006 voor Dummies | 10 november 2012 |
| 16   | 02x06 | Het jaar 2005 voor Dummies | 17 november 2012 |
| 17   | 02x07 | Het jaar 2004 voor Dummies | 24 november 2012 |
| 18   | 02x08 | Het jaar 2003 voor Dummies | 1 december 2012  |
| 19   | 02x09 | Het jaar 2002 voor Dummies | 8 december 2012  |
| 20   | 02x10 | Het jaar 2001 voor Dummies | 15 december 2012 |

### 2013: ... voor Dummies
| Afl. | Code  | Titel                        | Uitzenddatum      |
| ---- | ----- | ---------------------------- | ----------------- |
| 21   | 03x01 | Romantiek voor Dummies       | 4 september 2013  |
| 22   | 03x02 | Familiaal geluk voor Dummies | 11 september 2013 |
| 23   | 03x03 | Sportief succes voor Dummies | 18 september 2013 |
| 24   | 03x04 | Lekker eten voor Dummies     | 25 september 2013 |
| 25   | 03x05 | Feestplezier voor Dummies    | 2 oktober 2013    |
| 26   | 03x06 | Rijk worden voor Dummies     | 9 oktober 2013    |
| 27   | 03x07 | Veilig verkeer voor Dummies  | 16 oktober 2013   |
| 28   | 03x08 | Vakantiepret voor Dummies    | 23 oktober 2013   |
| 29   | 03x09 | Dieren in huis voor Dummies  | 30 oktober 2013   |
| 30   | 03x10 | Mode voor Dummies            | 6 november 2013   |

## Trivia
- In De jaren 90 voor Dummies werden de afleveringen chronologisch op jaartal uitgezonden. In De jaren 2000 voor Dummies was dit omgedraaid, maar desalniettemin werd bij een heruitzending in 2014 opnieuw de chronologische volgorde gehanteerd. Ook bij de herhalingen van 2023 was dit het geval.